# Công viên Lịch sử Quốc gia Di sản Hàng không Dayton
Công viên Lịch sử Quốc gia Di sản Hàng không Dayton là một Địa danh Lịch sử Quốc gia nằm ở Dayton, Ohio, Hoa Kỳ. Đây là nơi kỷ niệm ba nhân vật lịch sử quan trọng là Wilbur Wright, Orville Wright và Paul Laurence Dunbar cùng sự nghiệp của họ trong thung lũng Miami.

## Lịch sử
Ý tưởng về việc thành lập Công viên Lịch sử Quốc gia Di sản Hàng không Dayton được bắt đầu bởi Jerry Sharkey. Phần lớn khu phố Dayton nơi Orville và Wilbur Wright sống và làm việc đã bị phá hủy từ những năm 1970. Sự xao nhãng, bạo loạn trong những năm 1960, và một dự án đường cao tốc xuyên qua thành phố đã san bằng phần lớn khu phố. Nhiều thập kỷ trước đó, Henry Ford cũng đã chuyển một trong những cửa hàng xe đạp của Wrights từ Dayton đến vị trí hiện tại của nó ở Greenfield, Michigan, để trưng bày.
Nhiệm vụ của Sharkey trong việc bảo tồn di sản của anh em nhà Wright bắt đầu khi anh mua cửa hàng xe đạp còn sót lại cuối cùng của họ ở Dayton chỉ với giá 10.000 USD, điều này đã cứu tòa nhà khỏi sự phá hủy. Ông cũng thành lập Aviation Trail Inc., một tổ chức phi lợi nhuận dành riêng cho việc tạo ra một công viên quốc gia tiềm năng hoặc quận lịch sử bao gồm các tòa nhà gắn liền với cuộc đời của anh em nhà Wright. Sharkey tranh thủ sự giúp đỡ của các nhân vật chính trị và truyền thông địa phương để vận động cho việc tạo ra công viên. Những nhân vật đáng chú ý ủng hộ bao gồm hậu duệ của anh em nhà Wright, nhà sử học hàng không Tom Crouch, thẩm phán quận Walter H. Rice, sau đó là hạ nghị sĩ Dave Hobson, chủ báo Dayton Daily News là Brad Tillson và Michael Gessel, cùng một cựu phụ tá Dân biểu Hoa Kỳ tên là Tony P. Hall. Nhóm đã vận động các quan chức liên bang và Cục Công viên Quốc gia kết hợp các địa danh liên quan đến anh em nhà Wright, nằm rải rác trong thành phố, tào thành một con đường lịch sử mới.